# فلسفة ألمانية
كانت الفلسفة الألمانية، التي يُقصد بها هنا إما الفلسفة المكتوبة باللغة الألمانية، أو فلسفة الألمان، شديدة التشعب، ومحورية في كل من التقاليد التحليلية والقارية في الفلسفة لقرون، منذ غوتفريد فيلهيلم لايبنتس حتى إيمانويل كانت وجورج فيلهيلم فيردريش هيغل وآرثر شوبنهاور وكارل ماركس وفريدريك نيتشه ومارتن هايدغر ولودفيغ فيتنغشتاين إلى الفلاسفة المعاصرين. كثيرًا ما تكرر تضمين سورين كيركغور (وهو فيلسوف دنماركي) في استطلاعات الفلسفة الألمانية (أو الجرمانية) بسبب انخراطه الكامل مع الفلاسفة الألمان.
بدأت الفلسفة الناطقة بالألمانية مع حركة التصوف الألماني في العصور الوسطى، في القرن الثالث عشر لتستمر في القرون التالية، مع أعمال إيكهارت وهاينريش زويزه ويوهانس تاولر. ليواصل المشوار نقولاس الكوزاني، يعقوب بوهمه، أنجليوس سيلسيوس.
في القرن الثامن عشر، شهدت الفلسفة الألمانية ازدهارًا مهمًا خلال ما يسمى بعصر الأنوار، متمثلة في لايبنتس وكانط ومانديلسون وليسينج.
في القرن التاسع عشر وبداية القرن العشرين، تشكلت تيارات مهمة، كاستمرارية أو كرد فعل على عصر الأنوار، تيار المثالية الألمانية مع فلاسفة ما بعد كانط الذين يتمثلون في فيشته وهيجل وشيلن والفلسفة الطبيعية و الرومانسية، وفلسفات شوبنهاور ونيتشه، واكتشاف التحليل النفسي من قبل فرويد والفلسفة الثورية لكارل ماركس، والتي ستتبناها مدرسة فرانكفورت في القرن التالي.
ساهم فلاسفة ألمان ونمساويون مشهورون، مثل برينتانو، وهاوسرل، وهايدجر، وفتجنشتاين، وكارناب، في تشكيل التاريخ الفكري للغرب وأيضًا لليابان في القرن العشرين، وكانوا أصل عدة حركات مهمة، كالظاهراتية والفلسفة التحليلية.

## القرن السابع عشر

### لايبنتس
كان غوتفريد فيلهيلم لايبنتس (1646- 1716) فيلسوفًا ورياضياتيًا كتب بصورة رئيسة باللغة اللاتينية والفرنسية. كان لايبنتس، إلى جانب رينيه ديكارت وباروخ سبينوزا، واحدًا من أكبر ثلاثة دعاة إلى العقلانية في القرن السابع عشر. توقعت أعمال لايبنتس في الفسلفة أيضًا المنطق الحديث والفلسفة التحليلية، لكن فلسفته تنظر كذلك إلى التقليد المدرسي، حيث تُنتج الاستنتاجات من خلال تطبيق المنطق على المبادئ الأولى أو التعريفات المسبقة بدلًا من الأدلة التجريبية.
برز لايبنتس بتفاؤله، ويحاول كتابه العدالة الإلهية تبرير العيوب الظاهرة في العالم عبر ادعاء أنه الأفضل بين كل العوالم الممكنة. ينبغي أن يكون أفضل عالم ممكن وأكثرها توازنًا، لأنه خُلق على يد رب قدير عليم لن يختار خلق عالم غير مثالي إن كان ثمة عالم أفضل يتراءى له أو ممكن وجوده. وبالنتيجة، فالخِل الظاهرة الممكن تحديدها في هذا العالم لا بد من وجودها في كل عالم ممكن، لأنه بخلاف ذلك كان الرب ليختار خلق عالم يستثني فيه هذه الخِل.
يُعرف لايبنتس أيضًا بنظرية الجوهر الفرد خاصته، كما شُرح بالتفصيل في كتابه المونادولوجيا. الجواهر الأفراد بالنسبة للعالم الميتافيزيقي هي كمثل الذرات بالنسبة للعالم الفيزيائي/ الظاهراتي. يمكن مقارنتها أيضًا بالجسيمات في الفسلفة الآلية خاصة رينيه ديكارت وغيره. الجواهر الأفراد هي العناصر العليا في الكون. الجواهر الأفراد هي «أشكال جوهرية للوجود» تحمل الخصائص التالية: سرمدية، غير قابلة للتحلل، منفردة، خاضعة لقوانينها الخاصة، غير متفاعلة، وكل منها يعكس الكون بكامله في انسجام مسبق التحديد (مثال مهم تاريخيًا عن الروحية الشاملة). الجواهر الأفراد مراكز قوة، فالجوهر قوة، في حين أن الفضاء والمادة والحركة محض ظواهر.

## القرن الثامن عشر

### فولف
كان كريستيان فولف (1679- 1754) أشهر فيلسوف ألماني بين لايبنتس وكانت. كان إنجازه الرئيس مجموعة أعمال كاملة حول كل المواضيع العلمية تقريبًا في عصره، مُقدّمة ومنشورة وفقًا لطريقته الرياضية البرهانية الاستدلالية ، والتي ربما تمثل ذروة العقلانية التنويرية في ألمانيا.
كان فولف واحدًا من أوائل من استخدموا الألمانية لغة إرشاد علمي وبحث، على الرغم من أنه كتب أيضًا باللاتينية، ابتغاء أن يقرأ له جمهور عالمي، وقد حدث ذلك. كونه من الآباء المؤسسين للاقتصاد والإدارة العامة – من بين ميادين غيرها - بصفتها فروعًا أكاديمية، ركز خصيصيًا في هذه المجالات مانحًا المشورة بخصوص المسائل العملية لرجالات الحكومة، ومشددًا على الطبيعة المهنية للتعليم الجامعي.

### كانت
في عام 1871، نشر إيمانويل كانت (1724- 1804) كتابه نقد العقل المحض، الذي حاول فيه تحديد ما يمكننا ولا يمكننا معرفته عبر استخدام المنطق مستقلًا عن كل التجارب. باختصار، خلص إلى استنتاج مفاده أننا يمكننا معرفة العالم الخارجي عبر التجربة، لكن ما يمكننا معرفته عنه محدود بالمفردات المحدودة التي يمكن للعقل التفكير فيها: إن كان لا يمكننا فهم الأمور إلا من حيث السبب والنتيجة، فإذن لا يمكننا معرفة إلا الأسباب والنتائج. يترتب على ذلك أنه يمكننا معرفة شكل كل التجارب الممكنة بصورة مستقلة عن كل التجارب، ولكن لا شيء سوى ذلك، بيد أننا لا يمكننا معرفة العالم من «موقف اللامكان» أبدًا وبالتالي لا يمكننا معرفة العالم بكليته أبدًا، لا بالمنطق ولا بالتجربة.
منذ نشر نقده، اعتُبر إيمانويل كانت واحدًا من أعظم المؤثرين في كل الفلسفة الغربية. في نهاية القرن الثامن عشر وبداية التاسع عشر، كانت المثالية الألمانية واحدةً من خطوط التأثير المباشر المنحدرة من كانت.

## القرن التاسع عشر

### المثالية الألمانية
كانت المثالية الألمانية حركة فلسفية بزغت في ألمانيا في أواخر القرن الثامن عشر وأوائل التاسع عشر. تطورت من أعمال إيمانويل كانت في ثمانينات القرن الثامن عشر وتسعينياته، ورُبطت ربطًا وثيقًا بالرومانسية والسياسات الثورية لعصر التنوير. كان أبرز المثاليين الألمانيين في الحركة، إلى جانب كانت، يوهان غوتليب فيشته (1762- 1814)، وفريدريش فيلهيلم يوزيف شيلن (1775- 1854) وجورج فيلهيلم فريدريش هيغل (1770- 1831) الذي كان الشخصية البارزة في الفسلفة الألمانية خاصة القرن التاسع عشر، وأبرز شخصيات جماعة يينا هم: فريدريش هولدرلين (1770- 1843)، ونوفاليس (1772- 1801) وكارل فيلهليم فريدريش شليغل (1772- 1829). قدم أوغست لودفيغهولسن، وفريدريش هاينريش ياكوبي، وغوتلوب إرنست شولز، وكارل ليونارد رينولد، وسالومون ميمون، وفريدريش شليرماخر، وآرثر شوبنهاور إسهامات كبرى.

#### فيشته
باعتباره ممثلًا للمثالية الذاتية، رفض فيشته مبدأ «جوهر الشيء» الكانتيّ. أعلن فيشته أن نقطة البداية في فلسفته هي «الأنا» المطلقة، والتي تخلق بذاتها عالمًا بكل قوانينه. يفهم فيشته نشاط هذه «الأنا» على أنه نشاط الفكر، باعتباره عملية من عمليات الوعي بالذات. يعترف فيشته بالإرادة الحرة المطلقة، والرب وخلود الروح. يرى في القوانين واحدًا من تجليات «الأنا».
في حديثه بشعارات تقدمية عن الدفاع عن سيادة أمة الألمان أمام نابليون، طرح فيشته في الوقت نفسه شعارات شوفينية، ولا سيما في خطابه للأمة الألمانية (1808) والذي يُعتبر فيشته بسببه واحدًا من مؤسسي القومية الألمانية الحديثة.

#### شيلن
أنشأ فريدريش فيلهيلم يوزيف شيلن، الذي اتبع أفكار فيتشه في البداية، بعد ذلك نظامه الفسلفي الخاص في المثالية الموضوعية، ووفقًا لذلك، فإن تطور كل من الطبيعة والمنطق قائم على القوة الروحية نفسها، «المطلقة». جادل شيلن في أن الطبيعة أو المادة نتاج «غير واع» لقوة روحية نشطة ومرحلة تحضيرية للعقل (الروح). جادل شيلن أن الطبيعة والوعي، والغاية والدافع، يتطابقان في المطلق، وأطلق شيلن على فلسفته اسم «فلسفة الهوية».

## فلاسفة ألمان

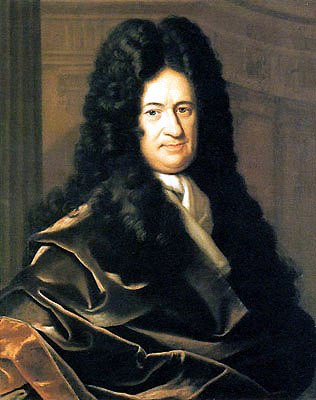
غرتفريد لايبنتس
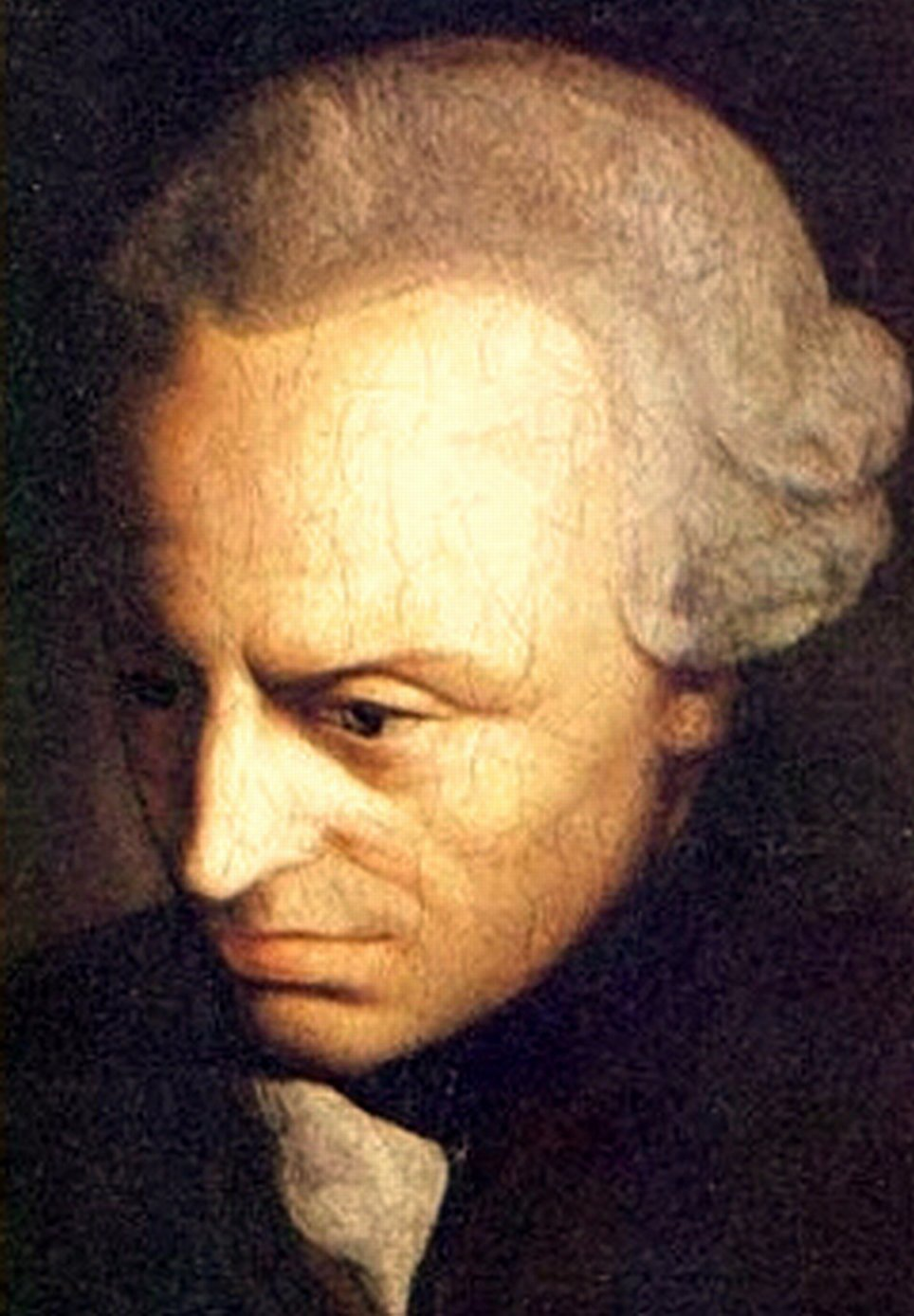
كانط
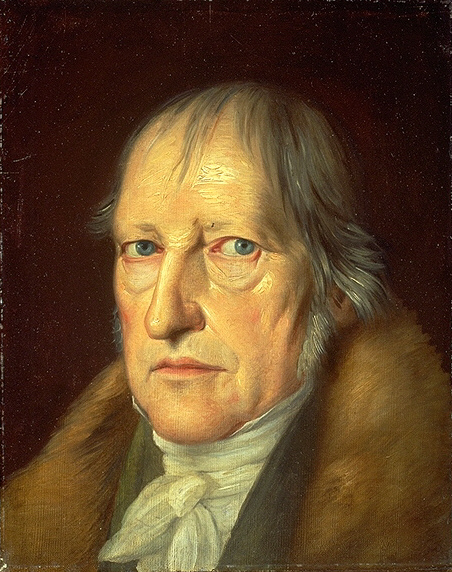
جورج فيلهلم فريدريش هيغل
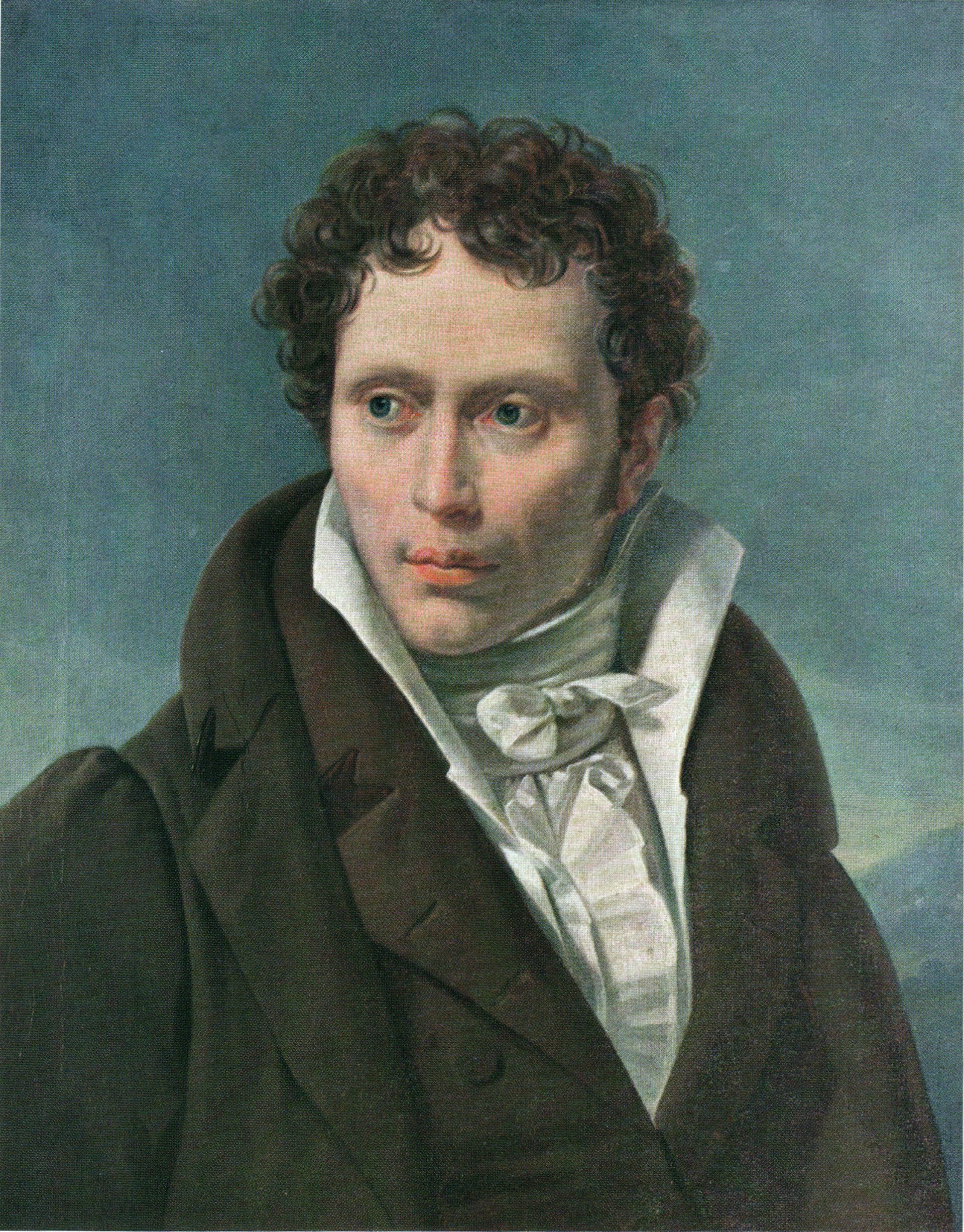
أرتور شوبنهاور
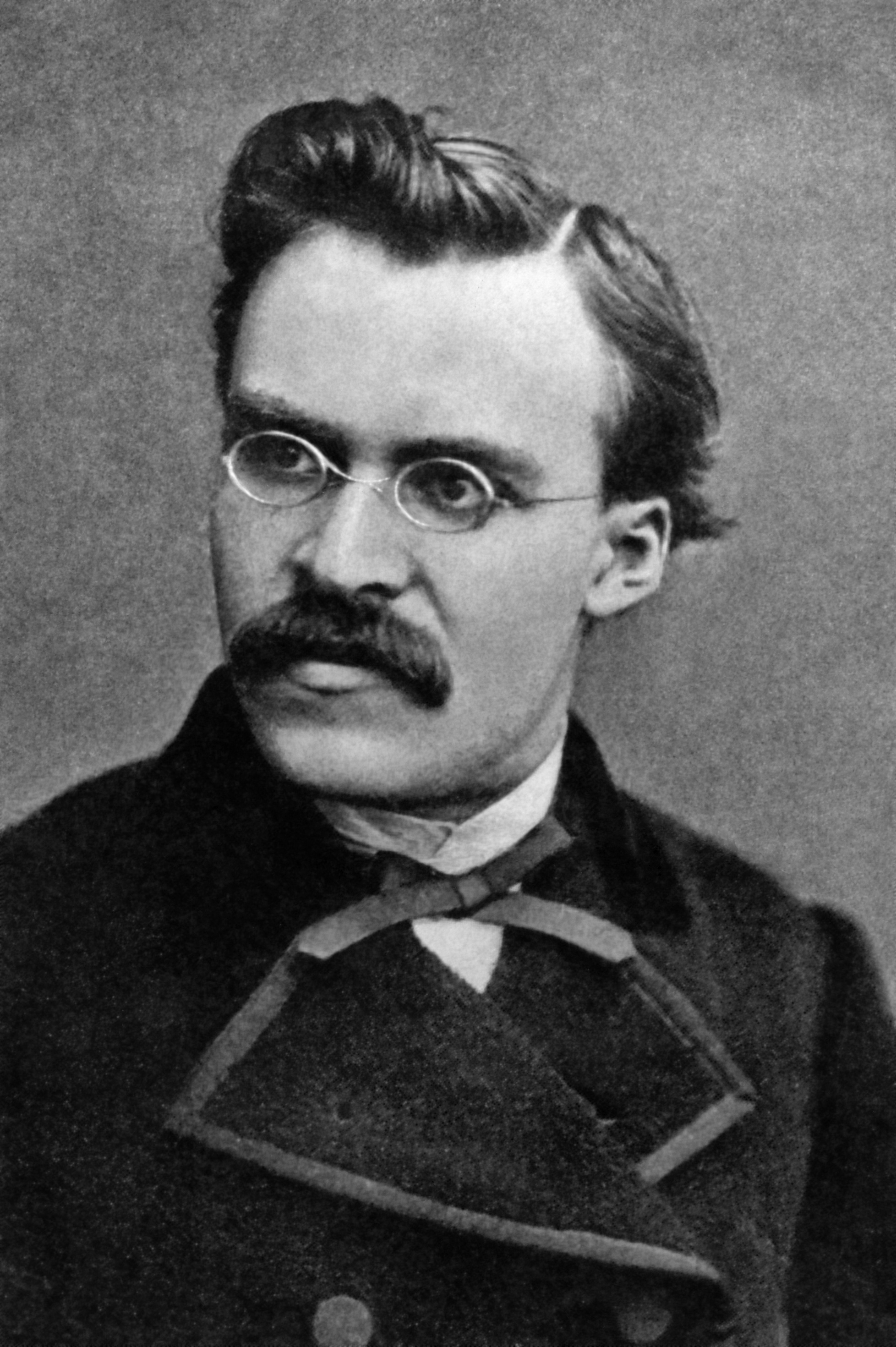
فريدريك نيتشه
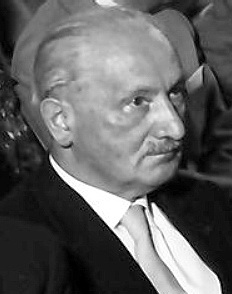
مارتن هايدغر
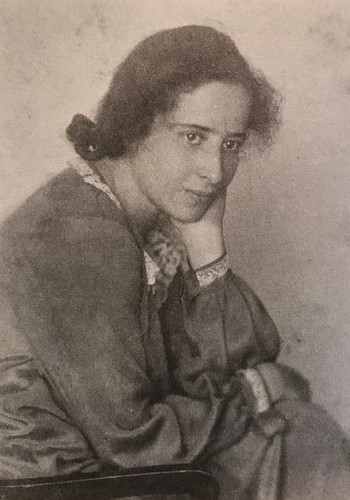
حنة آرنت